# 曹豹
曹豹（2世纪？—196年？），东汉末期人物。

## 历史上的曹豹
初平四年（193年），曹操父親曹嵩於泰山為陶謙所害，為報父仇，曹操攻打陶謙。攻陷十餘城，於彭城大戰。陶謙兵敗，死者萬數，泗水為之不流。陶謙退守郯城。曹操久攻不下因缺糧撤軍。這時候當仕陶謙的曹豹與劉備屯兵郯城東以防曹操。
興平元年（194年），曹操再次攻打陶謙，攻陷瑯琊、東海諸縣。陶謙欲退回老家丹陽。曹操因張邈叛迎呂布而被迫回擊。陶謙於同年病死。臨終前囑託別駕麋竺讓幫忙協防的劉備主事徐州牧。
建安元年（196年），袁術來攻劉備，戰於盱眙、淮陰數月，留張飛防守下邳城。下邳相曹豹為陶謙故將與張飛內鬥，曹豹兵眾堅營自守，使人招呂布襲下邳，曹豹被張飛所斬殺，城中大亂。呂布乘虛襲下邳，呂布的內應許耽為劉備麾下擔任中郎將負責守衛下邳城西門，許耽暗遣司馬章誑地(惊慌仓猝)聯繫呂布，呂布軍至下邳城外，許耽打開西門接應呂布軍，呂布于城門前，步騎放火入城，大破張飛兵，捕獲劉備妻子、部曲、將領、吏士的家人及軍中物資。張飛於混亂中不敵敗走，下邳城（徐州）落於呂布手中。

## 小说中的曹豹
在《三国演义·第十四回》中，曹豹在酒席间触怒张飞，张飞要责罚，曹豹告求看在女婿吕布面上饶恕，但张飞素来与吕布不睦，于是鞭打曹豹五十。曹豹怀恨在心，连夜派人送信给小沛的吕布，然后开城门放入吕布军队，于是吕布夺得徐州。曹豹在乱军中遇见张飞，被杀。

## 動漫
- 漫畫《火鳳燎原》（陳某）:設定於曹操「奉孝殺戮」時登場，和陳宮有約，假如陶謙遭遇不測便使出遺囑立呂布統領徐州，後來陶謙被典韋所殺、糜竺使出遺囑立劉備統領徐州而失敗（遺囑為張飛所仿寫），在呂布欲投徐州時為贊成一方，同時亦為呂布在劉備之內應，在呂布入主徐州後失踪，後交代為許定所殺（後來許定亦因此為新殘兵之首領）。